# Ambassade du Rwanda en France
L'ambassade du Rwanda en France est la représentation diplomatique de la République du Rwanda auprès de la République française. Elle est située au 30 rue de l'Assomption, dans le 16e arrondissement de Paris. Son ambassadeur est, depuis 2022, François Nkulikiyimfura.
En plus de ses responsabilités en France, l'ambassade a juridiction sur l'Espagne, l'Italie, la Principauté de Monaco et le Portugal.
Elle représente également le Rwanda auprès des organisations internationales suivantes : l'UNESCO, la Francophonie, la FAO, le PAM, le FIDA, l'OMT et l'OCDE.
Jusqu'en 2024, l'ambassade était installée 12 rue Jadin, dans le 17e arrondissement de Paris.

## Ambassadeurs du Rwanda en France

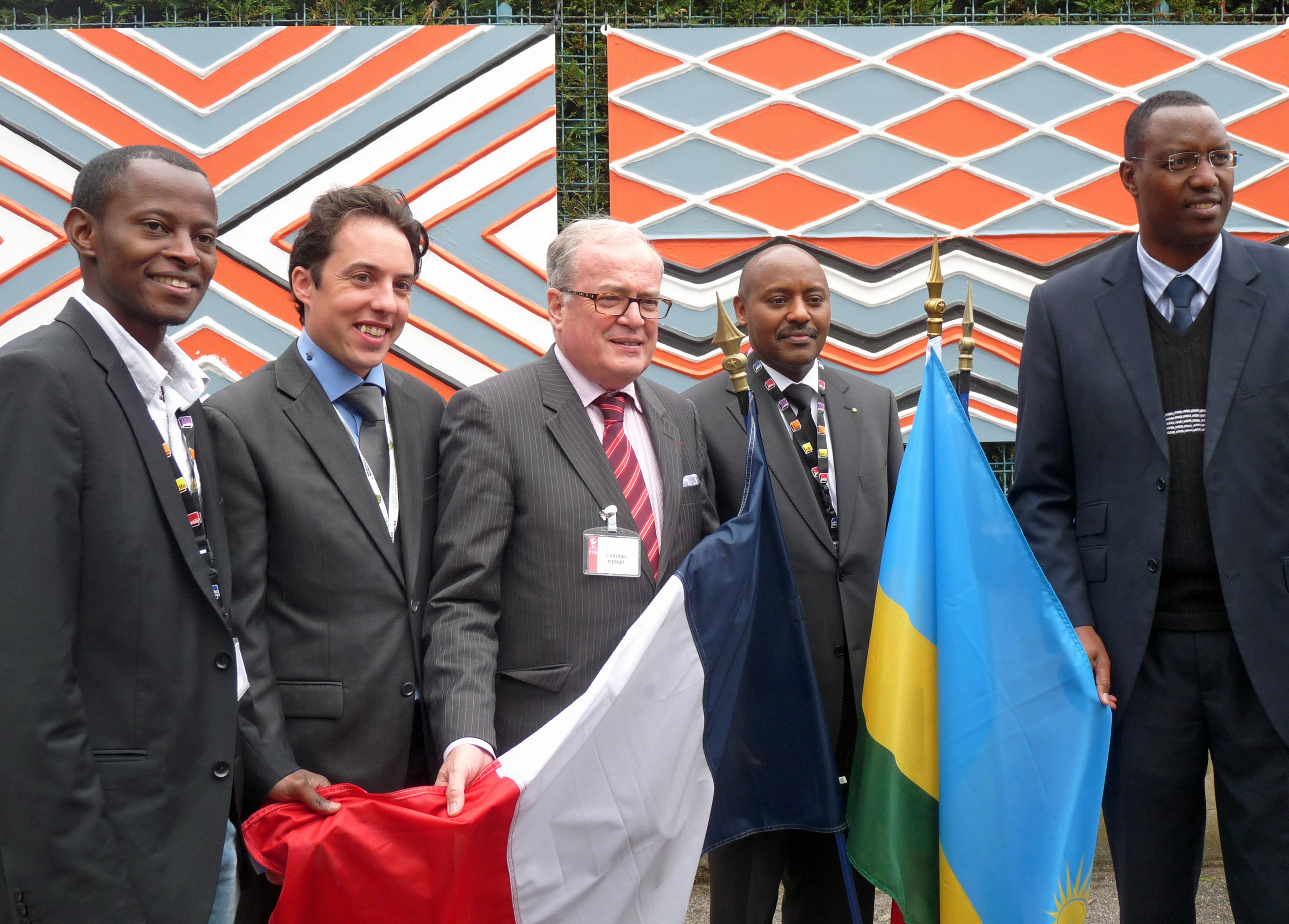
L'ambassadeur Jacques Kabalé inaugurant une fresque Imigongo à Saint-Dié-des-Vosges dans le cadre du 22e Festival international de géographie (octobre 2011).

| Date de nomination                              | Date de nomination | Date de remise des lettres de créance | Date de remise des lettres de créance | Ambassadeur                    |
| ----------------------------------------------- | ------------------ | ------------------------------------- | ------------------------------------- | ------------------------------ |
| ?                                               |                    | 6 juin 1964                           | [ JORF 1 ]                            | Emmanuel Kaberuka              |
| ?                                               |                    | 31 janvier 1967                       | [ JORF 2 ]                            | Pierre Canisius Mudenge        |
| ?                                               |                    | 28 octobre 1969                       | [ JORF 3 ]                            | Célestin Kabanda               |
| ?                                               |                    | 27 novembre 1972                      | [ JORF 4 ]                            | Canisius Karake                |
| ?                                               |                    | 9 octobre 1974                        | [ JORF 5 ]                            | Jules Kananura                 |
| ?                                               |                    | 20 mars 1980                          | [ JORF 6 ]                            | Tharcisse Nyandwi              |
| ?                                               |                    | 14 octobre 1982                       | [ JORF 7 ]                            | Bonaventure Ubalijoro          |
| ?                                               |                    | 31 mai 1988                           | [ JORF 8 ]                            | Denis Magira Bigilimana        |
| septembre 1990                                  |                    | 6 décembre 1990                       | [ JORF 9 ]                            | Jean-Marie Vianney Ndagijimana |
| ?                                               |                    | 7 mars 1995                           | [ JORF 10 ]                           | Christophe Mfizi               |
| ?                                               |                    | 22 octobre 2001                       | [ JORF 11 ]                           | Jacques Bihozagara (en)        |
| ?                                               |                    | 11 janvier 2005                       | [ JORF 12 ]                           | Emmanuel Ndagijimana           |
| Rupture des relations diplomatiques (2006–2009) |                    |                                       |                                       |                                |
| ?                                               |                    | 2 juillet 2010                        | [ JORF 13 ]                           | Jacques Kabalé                 |
| ?                                               |                    | 10 décembre 2019                      | [ JORF 14 ]                           | François-Xavier Ngarambe       |
| ?                                               |                    | 22 juillet 2022                       | [ JORF 15 ]                           | François Nkulikiyimfura        |

## Consulats
Le Rwanda ne possède pas d'autre consulat que la section consulaire de son ambassade à Paris.